# Actu.fr
Actu.fr est une plateforme d'information de proximité lancée en 2017 et éditée par Groupe actu, une filiale du Groupe SIPA - Ouest-France.

## Création
En 2017, la plateforme Actu.fr - réunissant les sites internet de ses 88 hebdomadaires régionaux et locaux - est créée sous l'impulsion de Francis Gaunand, alors président du groupe Publihebdos.
Entre 2017 et 2020, de nouvelles implantations ont lieu, et des médias extérieurs au groupe rejoignent la plateforme. En 2019, le site figure parmi les sites d’information les plus consultés en France et générait 50 millions de visites par mois.
En 2019, selon La Lettre A, une alliance a été envisagée avec le groupe Rossel - La Voix sans qu'elle aboutisse, ce dernier ayant l'intention de lancer d'une plateforme concurrente.
En 2023, le site génère 100 millions de visites chaque mois.

## Ligne éditoriale et fonctionnement

### Publications
La plateforme regroupe, notamment, 77 hebdomadaires payants, 14 journaux gratuits d'information et le quotidien départemental La Presse de la Manche. En parallèle des titres existants, Publihebdos a créé des pure players locaux Actu (certains préexistent comme 76actu lancé en 2012 et Normandie-actu.fr en 2014,).
Chaque jour, plus de 500 articles sont publiés sur la plateforme. Ceux-ci offrent, selon Les Échos, « un panorama de sujets régionaux et nationaux ».
Le site NewsGuard donne la note « fiabilité » maximale à Actu.fr, et observe qu'il s'agit du site d'info qui a suscité le plus d’engagement sur les réseaux sociaux en 2020,, 2022 et 2023.

### Partenariats éditoriaux
Le groupe de presse noue des partenariats avec des pure players locaux afin de les intégrer sur la plateforme (moyennant une visibilité et un pourcentage sur la publicité programmatique engrangée),. Ainsi, Actu.fr a conclu, notamment, un partenariat avec Métropolitain,.

## Organisation
La plateforme Actu.fr dispose d'une rédaction et de services nationaux propres constitués d'une vingtaine de personnes. Situés à Rennes, ils travaillent en lien avec des bureaux répartis en France.

## Modèle économique
Le modèle économique de la plateforme de médias repose principalement sur la publicité et les annonces légales,. Si le site est gratuit, Actu.fr expérimente également des contenus payants sous paywall,,. En 2020, les recettes publicitaires ont représenté entre 5 et 6 millions d'euros de chiffre d'affaires,.
En 2022, un rapport indépendant rédigé par un cabinet mandaté par le CSE de Publihebdos, dénonce un modèle social qualifié de journalisme « low-cost », ainsi que de mauvaises conditions de travail. La pression sur les journalistes est mise sur la production quantitative de contenu, plutôt que leur qualité, et l'évaluation des journalistes est permanente et chiffrée. Le cabinet alerte aussi sur des faits qui pourraient relever, selon lui, du harcèlement sexuel.
Une longue enquête d'Arrêt sur Images décrit aussi le travail des journalistes d'Actu.fr pris dans une course à l'audience, ainsi que des recrutements qui posent questions. Poursuivis en diffamation par le rédacteur en chef d'"Actu Lyon" Nicolas Zaugra, les deux journalistes responsables de l'enquête ont été relaxés sur l'exception de bonne foi, et Nicolas Zaugra condamné à leur verser "la somme globale de 2.000 euros au titre de l'article 472 du Code de procédure pénale" pour "abus de constitution de partie civile".
Groupe actu - qui édite la plateforme Actu.fr - est une société filiale du Groupe SIPA - Ouest-France, par le biais de la société SIPA (Société d'investissements et de participations), qui la détient à 84,34 %. La maîtresse de conférences en sociologie Cégolène Frisque utilise, en 2010, cet exemple pour illustrer la création de monopoles par les groupes de presse régionaux qui « se donnent de plus en plus pour rôle de rendre compte des activités et réalisations des pouvoirs locaux, voire de les promouvoir, en devenant des  acteurs de la vie locale à part entière » (voir l'article Ouest-France, section Groupe SIPA - Ouest-France pour plus de détails).

## Identité visuelle

Logotype de 2017 à septembre 2020.
Logotype depuis septembre 2020.